# Christiansø (parochie)
Christiansø is een parochie van de Deense Volkskerk op het Deense eiland Christiansø. De parochie maakt deel uit van het bisdom Kopenhagen en telt 84 kerkleden op een bevolking van 92 (2006). Het eiland had en heeft geen eigen bestuur, maar is eigendom van het Deense ministerie van defensie. Tot 1970 werd de parochie wel gerekend tot de Sønder Herred van Bornholms Amt.
Aaker · Aalholm · Absalons · Advent · Aldersro · Allehelgens · Allinge-Sandvig · Anna · Ansgar · Apostelkirkens · Bellahøj · Bethlehem · Bispebjerg · Blågårdens · Bodilsker · Brønshøj · Christian · Christiansø · Davids · De Gamles Bys · Dragør · Elias · Emdrup · Enghave · Filip · Flintholm · Fredens-Nazaret · Frederiks · Frederiksberg · Frederiksberg Slotssogn · Frihavns · Garnisons · Gethsemane · Godthaab · Grøndals · Gudhjem · Hans Egedes · Hasle · Helligånds · Højdevang · Holmens · Husum · Husumvold · Hyltebjerg · Ibsker · Islands Brygges · Johannes Døbers · Kapernaums · Kastel · Kastrup · Kildevælds · Kingo-Samuel · Kingos · Klemensker · Knudsker · Korsvejens · Kristkirkens · Lindevang · Lundehus · Margrethe · Maria · Mariendal · Nathanaels · Nexø · Nyker · Nylarsker · Olsker · Østerlarsker · Østermarie · Østervold · Pedersker · Poulsker · Rø · Rønne · Rosenvænget · Rutsker · Samuels · Sankt Andreas · Sankt Jakobs · Sankt Johannes · Sankt Lukas · Sankt Markus · Sankt Matthæus · Sankt Pauls · Sankt Stefans · Sankt Thomas · Simeons · Simon Peter · Sion · Skelgårds · Solbjerg · Solvang · Store Magleby · Sundby · Sundkirkens · Svaneke · Sydhavn · Tagensbo · Tårnby · Timotheus · Tingbjerg · Trinitatis · Utterslev · Valby · Vanløse · Vesterbro · Vestermarie · Vigerslev · Vor Frelsers · Vor Frue
Aaker (kerk) · Allinge-Sandvig (kerk) · Bodilsker (kerk) · Christiansø (kerk) · Gudhjem (kerk) · Hasle (kerk) · Ibsker (kerk) · Klemensker (kerk) · Knudsker (kerk) · Nexø (kerk) · Nyker (kerk) · Nylarsker (kerk) · Olsker (olskerkerk en Tejnkerk) · Østerlarsker (kerk) · Østermarie (kerk) · Pedersker (kerk) · Poulsker (kerk) · Rø (kerk) · Rønne (kerk) · Rutsker (kerk) · Svaneke (kerk) · Vestermarie (kerk)